# Little Packington
Little Packington est un hameau et une paroisse civile du Warwickshire, en Angleterre.

## Géographie
Little Packington est une paroisse rurale du Warwickshire, un comté des Midlands de l'Ouest. Elle se situe dans le nord de ce comté, à 3 km au sud de Coleshill et à une quinzaine de kilomètres à l'est du centre-ville de Birmingham. Elle est traversée par la Blythe (en), un affluent de la Tame. L'autoroute M6 passe au nord-est de la paroisse et la route A446 (en) passe au sud-ouest.
Au Moyen Âge, Little Packington relève du hundred de Hemlingford (en). Après l'abandon du système des hundreds, elle est rattachée au district rural de Meriden (en) de 1894 à 1974, puis au district non métropolitain du North Warwickshire depuis 1974.
Pour les élections à la Chambre des communes, Little Packington appartient à la circonscription de North Warwickshire.

## Histoire
Little Packington n'est pas mentionné dans le Domesday Book. En 1235, le manoir est la propriété du comte de Winchester Roger de Quincy (en). À sa mort, en 1265, il est apparemment divisé entre plusieurs héritiers. Il revient à la couronne après la confiscation des biens du duc de Suffolk Henry Grey, en 1553.
La tenure du manoir est l'objet de plusieurs transmissions et divisions au fil des siècles. Il est acquis au XVIIe siècle par les Fisher de Packington Hall, puis passe aux comtes d'Aylesford (en) à la suite du mariage de l'héritière Mary Fisher (1690-1740) avec Heneage Finch (1683-1757). Les domaines de Little Packington et Great Packington se transmettent par la suite au sein de la famille Finch.

## Démographie
Au recensement de 2011, la population de Little Packington est comptée avec celle de Great Packington. Ensemble, ils comptent 179 habitants.
| Année | Population |
| ----- | ---------- |
| 1801  | 209        |
| 1811  | 248        |
| 1821  | 284        |
| 1831  | 269        |
| 1841  | 278        |
| 1851  | 283        |
| 1881  | 306        |
| 1891  | 290        |
| 1901  | 257        |
| 1911  | 286        |
| 1921  | 277        |
| 1931  | 322        |
| 1951  | 329        |
| 1961  | 295        |
| 2011  | 378        |

## Culture locale et patrimoine

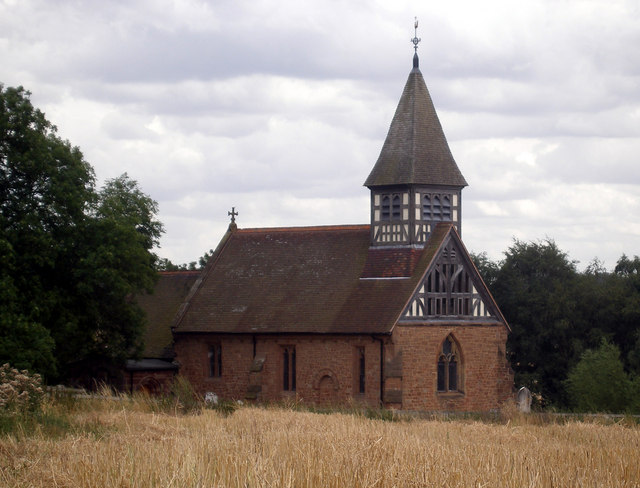
L'ancienne église Saint-Barthélemy de Little Packington.

L'ancienne église paroissiale de Little Packington était dédiée à saint Barthélemy. Sa nef remonte au XIIe siècle et son chancel, au XIIIe siècle, mais le bâtiment a subi une restauration en profondeur au XIXe siècle. C'est un monument classé de grade II depuis 1961. Elle est devenue un bâtiment résidentiel qui ne sert plus de lieu de culte.